# Phallocottus obtusus
Phallocottus obtusus és una espècie de peix pertanyent a la família dels còtids i l'única del gènere Phallocottus.

## Hàbitat
És un peix marí, demersal i de clima polar que viu entre 0-150 m de fondària.

## Distribució geogràfica
Es troba al Pacífic oriental: les illes Aleutianes (Alaska, els Estats Units).

## Observacions
És inofensiu per als humans.